# 1976年夏季残疾人奥林匹克运动会荷兰代表团
1976年夏季残疾人奥林匹克运动会荷兰代表团是荷兰派出的1976年夏季残疾人奥林匹克运动会代表团。获得45枚金牌、25枚银牌和14枚铜牌。